# Marco Valerio Bradua Máurico
Marco Valerio Bradua (también Braduanio) Máurico (en latín: Marcus Valerius Bradua (Braduanius) Mauricus) fue un político y senador del Imperio Romano a finales del siglo II y principios del siglo III.

## Biografía
Bradua era descendiente de Liguria y era el hijo de Marco Valerio Bradua Claudiano, cónsul sufecto alrededor de 172.
En 191 Bradua fue cónsul junto con Popilio Pedon Aproniano. Luego, en 191, como "operator publicorum curator", fue responsable de todos los edificios públicos y como "curator aquarum" de los canales de agua urbanos (191-197?).  En 197, Bradua era un "censor" en la provincia de Galia Aquitania. En 206 fue procónsul de la provincia de África. Es mencionado por los Fasti.